# Sankt Stefan ob Leoben
Sankt Stefan ob Leoben é um município da Áustria, situado no distrito de Leoben, na estado da Estíria. Tem 78,55 km² de área e sua população em 2019 foi estimada em 1.908 habitantes.